# Henry Hathaway
Henry Hathaway (Sacramento, 13 maart 1898 – Hollywood, 11 februari 1985) was een Amerikaans regisseur.

## Loopbaan
Hathaway werd geboren als Henri de Fiennes. Hij was de kleinzoon van een Belgische markies, die zich in 1862 in Californië vestigde, toen hij er niet in slaagde om Hawaï als kolonie te verwerven voor koning Leopold I. Hij begon zijn carrière in de filmindustrie als kindacteur. Vanaf 1925 werkte hij als regieassistent voor filmmakers als Josef von Sternberg en Victor Fleming. In 1932 debuteerde hij als regisseur met Heritage of the Desert. Hij werd al vlug een van de belangrijkste regisseurs van westerns. In 1936 werd zijn prent The Trail of the Lonesome Pine genomineerd voor een Oscar. Na de Tweede Wereldoorlog draaide hij ook enkele films noirs.
Hathaway stierf in 1985 op 86-jarige leeftijd aan een hartinfarct.

## Filmografie
- 1932: Heritage of the Desert
- 1932: Wild Horse Mesa
- 1933: The Thundering Herd
- 1933: Under the Tonto Rim
- 1933: Sunset Pass
- 1933: Man of the Forest
- 1933: To the Last Man
- 1934: Come On, Marines!
- 1934: The Witching Hour
- 1934: The Last Round-Up
- 1934: Now and Forever
- 1935: The Lives of a Bengal Lancer
- 1935: Peter Ibbetson
- 1936: The Trail of the Lonesome Pine
- 1936: Go West, Young Man
- 1937: Souls at Sea
- 1938: Spawn of the North
- 1939: The Real Glory
- 1940: Johnny Apollo
- 1940: Brigham Young
- 1941: The Shepherd of the Hills
- 1941: Sundown
- 1941: Ten Gentlemen from West Point
- 1942: China Girl
- 1944: Home in Indiana
- 1944: Wing and a Prayer
- 1945: Nob Hill
- 1945: The House on 92nd Street
- 1946: The Dark Corner
- 1947: 13 Rue Madeleine
- 1947: Kiss of Death
- 1948: Call Northside 777
- 1949: Down to the Sea in Ships
- 1950: The Black Rose
- 1951: You're in the Navy Now
- 1951: Fourteen Hours
- 1951: Rawhide
- 1951: The Desert Fox: The Story of Rommel
- 1952: Diplomatic Courier
- 1953: Niagara
- 1953: White Witch Doctor
- 1954: Prince Valiant
- 1954: Garden of Evil
- 1955: The Racers
- 1956: The Bottom of the Bottle
- 1956: 23 Paces to Baker Street
- 1957: Legend of the Lost
- 1958: From Hell to Texas
- 1959: Woman Obsessed
- 1960: Seven Thieves
- 1960: North to Alaska
- 1962: How the West Was Won
- 1964: Circus World
- 1965: The Sons of Katie Elder
- 1966: Nevada Smith
- 1967: The Last Safari
- 1968: 5 Card Stud
- 1969: True Grit
- 1971: Raid on Rommel
- 1971: Shoot Out
- 1974: Hangup